# میجس
میجس (انگلیسی: Mages) شرکت بازی ویدئویی ژاپنی است، که در سال ۲۰۰۵ تأسیس شد.